# Bizu
Cláudio Tavares Gonçalves, mais conhecido como Bizu, (São Vicente, 18 de junho de 1960), é um ex-futebolista brasileiro que atuava como atacante.

## Carreira

### Jogador
Iniciou sua carreira nos gramados paranaenses, fazendo sucesso em sua passagem pelo extinto Cascavel Esporte Clube.

Depois de passar por alguns clubes do país, foi adquirido pelo Palmeiras no segundo semestre de 1987 por 3 milhões de cruzados, onde parecia ser sua grande chance, porém, não fez sucesso. Entre 1987 a 1988, foram 30 jogos, 4 gols e ficou marcado pelas críticas de torcida palmeirense.

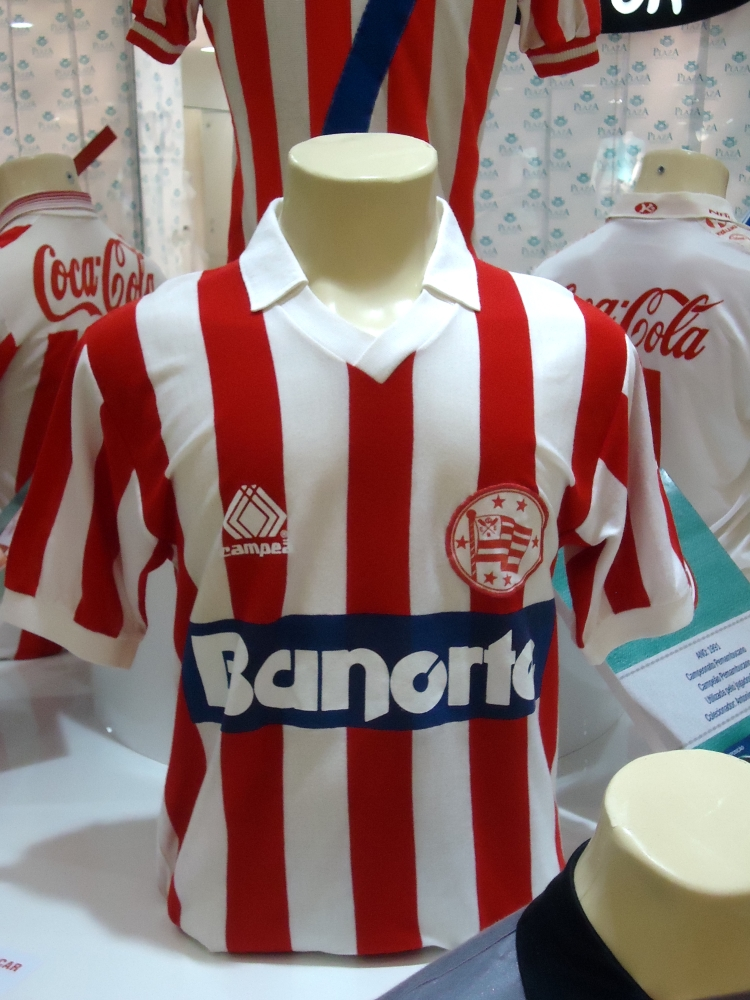
Camisa do Náutico em 1991, utilizada por Bizu.

A grande fase da sua carreira começaria no final de 1988, quando foi negociado com o Clube Náutico Capibaribe. No Náutico, sagrou-se duas vezes vice-artilheiro do Brasil, em 1989 e 1990 e artilheiro dos Pernambucanos de 1989, com 31 gols, e 1990. Em 1990, foi o artilheiro da Copa do Brasil, com 7 gols na competição.
Em 1993, atuou pelo Sport Recife.
Sua última passagem pelo Náutico foi em 1994, quando o alvirrubro pernambucano fez uma péssima campanha no Campeonato Brasileiro da Série A e novamente foi rebaixado para a segunda divisão do futebol nacional. No total foram 114 gols em 179 partidas pelo Glorioso da Rosa e Silva, marca que o faz um dos maiores artilheiros de toda a história do alvirrubro do Recife.

### Pós-carreira
Atualmente, o ex-jogador vive em São Leopoldo, Rio Grande do Sul, como treinador de uma escolinha de futebol.
Em 2012, foi homenageado pelo Clube Náutico Capibaribe com a entrega de uma placa em sua alusão.

## Títulos

### Clube
Náutico
- Campeonato Pernambucano - 1989[5]
- Torneio Jaime Cisneiros - 1990[13]

Avaí
- Taça Governador do Estado: 1983

### Individual
- Bola de Prata - 1989

## Artilharia
- Campeonato Pernambucano - 1989: 31 gols
- Campeonato Pernambucano - 1990: 19 gols
- Copa do Brasil - 1990: 7 gols